# Cray CS6400
Il Cray Superserver 6400, o CS6400, era un server multiprocessore prodotto dalla Cray Research Superservers, Inc., una sussidiaria della Cray Research e presentato nel 1993. Il CS6400 era dal punto di vista architetturale strettamente collegato al server Sun Microsystems SPARCcenter 2000, dato che utilizzava gli stessi processori SuperSPARC lo stesso bus di sistema XDBus. Tuttavia il CS6400 poteva gestire da 4 a 64 processori mentre lo SPARCcenter 2000 poteva gestire al massimo 20 processori. Il CS6400 utilizzava il sistema operativo Solaris 2, lo stesso dei server Sun.
Il CS6400 poteva utilizzare i processori SuperSPARC-I da 60 MHz o i SuperSPARC-II da 80 MHz. La memoria massima gestita era di 16 GB.
Il CS6400 è stato venduto anche come Amdahl SPARCsummit 6400E .
Dopo l'acquisto da parte di Silicon Graphics della Cray Research nel 1996 la linea Superserver (e la nuova divisione Cray Business System Division) venne venduta alla Sun. La vendita incluse lo Starfire, il successore del CS6400 che allora era in sviluppo. Sun termino lo sviluppo del modello e lo vendette come Sun Enterprise 10000.